# Referendumul pentru demiterea președintelui României, 2012
Referendumul pentru demiterea președintelui Traian Băsescu s-a desfășurat duminică, 29 iulie 2012.
La 6 iulie 2012, Parlamentul a votat în favoarea suspendării lui Traian Băsescu cu 256 de voturi pentru, în vederea ținerii unui referendum care să decidă sau nu demiterea din funcție. Este pentru a doua oară când Traian Băsescu este suspendat de Parlament, precedenta suspendare și referendum au avut loc în 2007, când 74% dintre voturile exprimate au fost împotriva demiterii. Mai târziu, în anul 2009, Traian Băsescu a fost reales președinte al României. După suspendare, până la referendum, președintele Senatului, Crin Antonescu a devenit, conform Constituției, președinte interimar al României.

## Istoric

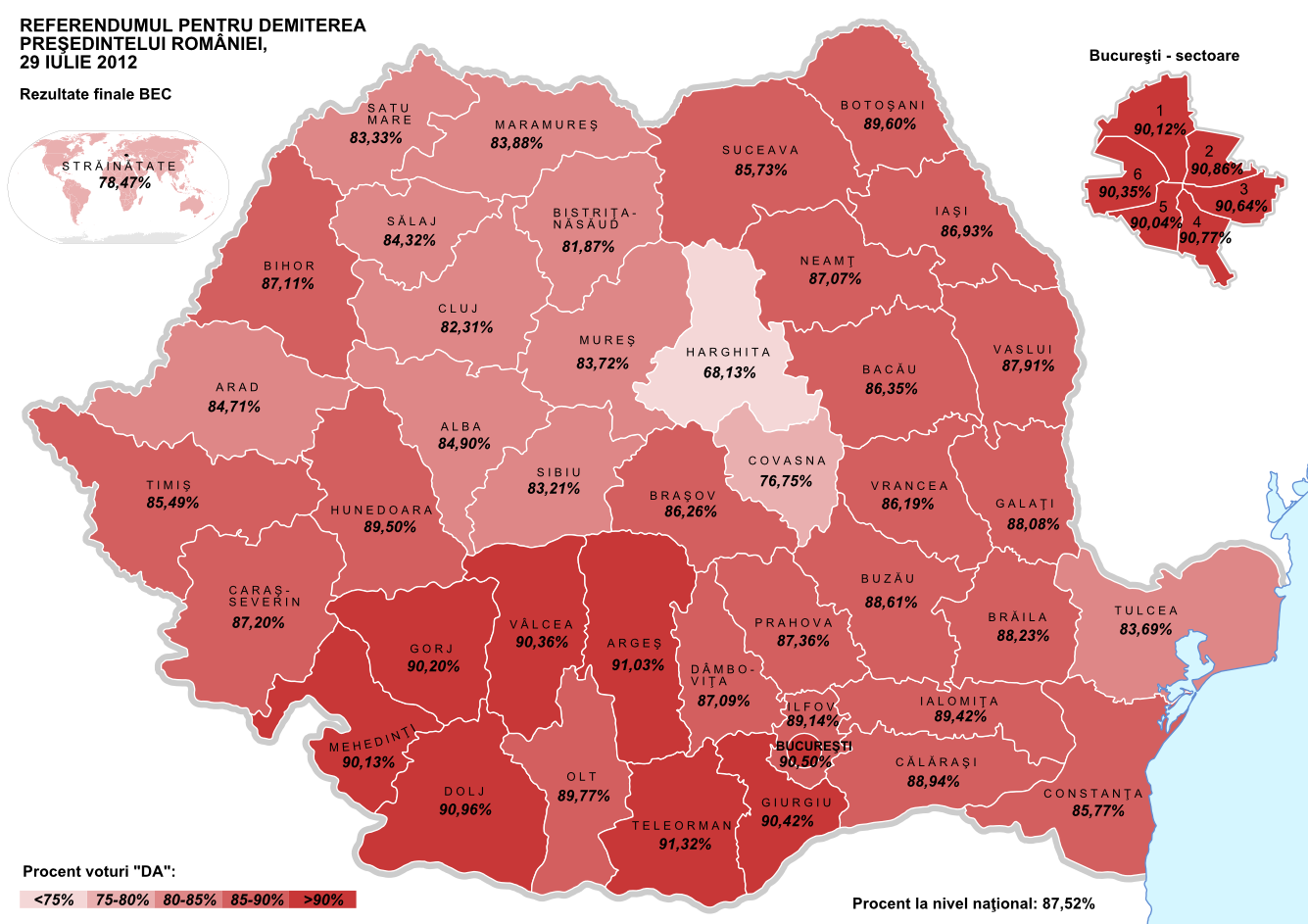
Harta procentului de voturi "DA" la nivel de județ și în mun. București la referendumul pentru demiterea președintelui României din 29 iulie 2012

La 3 iulie 2012, Parlamentul reunit în sesiune extraordinară îl revocă din funcție pe Avocatul Poporului, Gheorghe Iancu, funcția fiind preluată interimar de către Valer Dorneanu. PDL anunță că atacă decizia la Curtea Constituțională. Curtea Constituțională a decis că demiterea Avocatului Poporului a fost constituțională. 
Tot în ziua de 3 iulie, Vasile Blaga, președinte al Senatului, a fost înlocuit prin votul plenului cu Crin Antonescu (PNL), prevederile regulamentului Senatului spunând că președintele senatului poate fi revocat din funcție la propunerea a 1/3 din senatori dacă încalcă grav sau în mod repetat prevederile regulamentului senatului. Roberta Anastase a fost revocată din funcția de președinte al Camerei Deputaților pentru modul în care a condus, în anul 2011, o ședință de plen. În locul ei este numit prin vot Valeriu Zgonea. Atât Vasile Blaga cât și Roberta Anastase au atacat decizia la Curtea Constituțională care le-a respins ca inadmisibile, motivația fiind că guvernul emisese cu câteva zile înainte o OUG ce revoca dreptul Curții să judece hotărârile parlamentului. Această OUG a fost declarată neconstituțională câteva zile mai târziu, însă cei doi foști președinti nu au mai înaintat alte plângeri. . 
Președintele Traian Băsescu susține o conferință de presă în care afirmă că scopul acțiunilor USL, UDMR, UNPR ar fi punerea sub control a justiției, suspendarea șefului statului fiind doar o etapă în acest plan și face apel la liderii majorității să oprească imediat atacurile la adresa instituțiilor statului.
La 4 iulie, USL depune în Parlament documentul de suspendare al președintelui unde se susține că Traian Băsescu „a instigat la nerespectarea deciziilor Curții Constituționale”, ar fi făcut presiuni directe asupra judecătorilor CC, a inițiat un proiect neconstituțional de revizuire a Constituției și s-a substituit funcțional Guvernului. Un alt lucru care i s-a reproșat președintelui este că a declarat că nu va numi un premier USL, chiar dacă această coaliție va obține majoritatea absolută în Parlament.
În aceeași zi, Guvernul a adoptat o ordonanță de urgență prin care s-au eliminat hotărârile Parlamentului dintre actele asupra cărora se poate pronunța Curtea Constituțională. Ordonanța de Urgență este publicată în Monitorul Oficial înainte de a fi publicate hotărârile referitoare la revocarea lui Blaga și Anastase, ceea îi pune pe aceștia în imposibilitatea de a le contesta la Curtea Constituțională.
La 5 iulie, Guvernul a adoptat și publicat o ordonanță de urgență care a modificat Legea referendumului stabilind că președintele poate fi demis cu jumătate plus 1 din voturile valabil exprimate ale cetățenilor participanți la referendum și nu cu jumătate plus 1 din numărul persoanelor înscrise pe listele electorale și că vor putea vota și cetățenii români aflați în străinătate.
La 6 iulie, Curtea Constituțională anunță într-un comunicat că judecătoarea Aspazia Cojocaru a fost amenințată - înainte de discuțiile pe suspendarea din funcție a președintelui Traian Băsescu - cu privire la votul pe care urmează să-l dea. Curtea Constituțională nu a emis un aviz ferm cu privire la suspendarea din funcție a șefului statului ci a replicat la acuzațiile punctuale ale USL, pronunțându-se uneori în favoarea președintelui, iar alteori însușindu-și criticile PNL și PSD. 
Avizul Curții fiind doar consultativ, în Parlament s-a votat suspendarea președintelui Traian Băsescu cu 256 de voturi pentru și 114 voturi împotrivă.
La 10 iulie, Curtea Constituțională a decis în unanimitate că referendumul de demitere este valid „în măsura în care se asigură participarea la vot a cel puțin jumătate plus unul din numărul persoanelor înscrise pe listele electorale permanente”. La scurt timp după comunicatul Curții, Ministerul Administrației și Internelor (MAI) a informat că la referendumul din 29 iulie se va aplica ordonanța de urgență a guvernului potrivit căreia președintele este demis cu majoritatea simplă a celor care se prezintă la urne.
Începând cu 23 iulie 2012, Traian Băsescu a solicitat cetățenilor români să boicoteze referendumul.
Întregul cost al referendumului a fost estimat la 95.000.000 RON.
Din numărul total al cetățenilor cu drept de vot care se ridică la 18.292.464, la vot s-au prezentat 46,24% din români. 87,52%, 7.403.836 au votat DA, fiind în favoarea suspendării președintelui Traian Băsescu. 11,15%, 943.375 persoane au votat NU, fiind contra demiterii președintelui. (În 2009 , Traian Băsescu fusese reales președinte cu 5.277.068 voturi, adică cu 2.236.768 mai puține voturi decât cele valide pentru demitere.)
Curtea Constituțională s-a pronunțat pe 21 august 2012 în privința invalidării referendumului.

## Verdict
La data de 21 august 2012 Curtea Constituțională a invalidat referendumul cu 6 voturi contra 3 pe motiv că referendumul nu a întrunit cvorumul necesar. Pe 27 august 2012 această decizie a fost publicată în Monitorul Oficial.

## Întrebarea referendumului
Parlamentul României a aprobat în ședința plenară din 6 iulie 2012 legea cu privire la organizarea referendumului național pentru demiterea președintelui României. În primul articol al legii a fost stabilit că întrebarea la care vor răspunde cetățenii români va fi „Sunteți de acord cu demiterea Președintelui României, domnul Traian Băsescu?”.
În ședința extraordinară de guvern din 7 iulie 2012, Guvernul României a stabilit buletinul de vot ce va fi folosit la referendum.

## Controverse
La 24 iulie 2012 președintele PDL a declarat că partidul va boicota referendumul, solicitând tuturor simpatizanților partidului să nu meargă la vot.
Prim-ministrul Victor Ponta a acuzat PD-L că încalcă Constituția României.

## Sondaje
| Institut de sondaj  | Dată          | Sursă                                         | La comanda    | Pro-demitere | Anti-demitere | Prezență la vot |
| ------------------- | ------------- | --------------------------------------------- | ------------- | ------------ | ------------- | --------------- |
| CSCI                | 7 iulie 2012  | Arhivat în 10 iulie 2012, la Wayback Machine. | RTV           | 60%          | 29%           | 97%             |
| IMAS                | 8 iulie 2012  | Arhivat în 11 iulie 2012, la Wayback Machine. | Europa FM     | 64,3%        | 27,4%         | 79,8%           |
| Operations Research | 27 iulie 2012 | Arhivat în 28 iulie 2012, la Wayback Machine. | Realitatea TV | 76%          | 24%           | 52%             |

## Exit poll
| Institut de sondaj  | Dată                 | Sursă | La comanda | Pro-demitere | Anti-demitere | Prezență la vot                    |
| ------------------- | -------------------- | ----- | ---------- | ------------ | ------------- | ---------------------------------- |
| Operations Research | 29 iulie 2012, 23:00 |       | România TV | 88,20%       | 9,30%         | 47,03%, cu o marjă de eroare de 3% |

## Rezultate parțiale oficiale
| Data și ora comunicării | Sursă                                            | Pro-demitere | Anti-demitere | Prezență la vot                                    |
| ----------------------- | ------------------------------------------------ | ------------ | ------------- | -------------------------------------------------- |
| 30 iulie 2012, 0:30     |                                                  |              |               | 45,92%, cu o marjă de eroare de 3%                 |
| 30 iulie 2012, 10:00    | ,                                                | 87,55%       | 11,12%        | 46,13%, calculând pe 97,52% din secțiile de votare |
| 30 iulie 2012, 14:00    | Arhivat în 6 octombrie 2014, la Wayback Machine. | 87,52%       | 11,15%        | 46,23%, calculând pe 99,97% din secțiile de votare |

## Rezultatele finale
| Data și ora comunicării | Sursă                                                | Pro-demitere | Anti-demitere | Prezență la vot |
| ----------------------- | ---------------------------------------------------- | ------------ | ------------- | --------------- |
| 1 august 2012, 10:30    | , Arhivat în 23 septembrie 2015, la Wayback Machine. | 87,52%       | 11,15%        | 46,24%          |